# Krzyż okienny

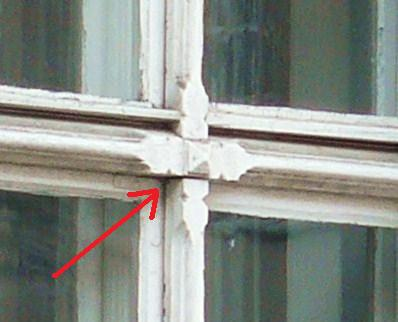
Na czerwono zaznaczono krzyż okienny (w jednej płaszczyźnie) z kostką

Krzyż okienny - konstrukcja na przecięciu słupków okiennych i ślemion w oknie wielodzielnym, będąca częścią obramienia kwatery.
W oknach otwieranych do wewnątrz, krzyż okienny skierowany jest na zewnątrz i odwrotnie. Powstaje z przeniknięcia słupka i ślemiona w jednej płaszczyźnie lub może być akcentowany wypukle, za pomocą tzw. kostki. Ewentualnie ślemiona mogły dobijać do słupka poniżej jego powierzchni i odwrotnie - to ślemię może być bardziej wypukłe. 